# Vijayalakshmi Ramanan
Vijayalakshmi Ramanan (27 tháng 2 năm 1924 – 18 tháng 10 năm 2020) là một bác sĩ và sĩ quan quân đội chuyên nghiệp người Ấn Độ. Bà là phụ nữ đầu tiên được bổ nhiệm làm sĩ quan Không quân Ấn Độ với cấp bậc Đại úy không quân (Flight lieutenant) và từng là bác sĩ phẫu thuật tại một số bệnh viện quân y ở Ấn Độ. Bà đã được nhận Huân chương Vishisht Seva của quân đội vào năm 1977 và nghỉ hưu vào năm 1979 với cấp bậc Trung tá không quân.

## Cuộc sống ban đầu
Ramanan sinh ngày 27 tháng 2 năm 1924 tại Madras (nay là Chennai). Cha bà, T.D. Narayana Iyer là một cựu chiến binh Thế chiến I và sau đó là một quan chức y tế công cộng ở Madras. Bà được đào tạo để làm bác sĩ, và lấy bằng Cử nhân y khoa sau khi nhập học tại Trường Cao đẳng Y tế Madras năm 1943. Khi còn là sinh viên, Ramanan đã nhận được Huy chương Tưởng niệm Balfour về Y học và Giải thưởng về Phẫu thuật của Đại học Madras. Bà tiếp tục lấy bằng thạc sĩ sản phụ khoa và làm bác sĩ phẫu thuật ở Madras trước khi gia nhập quân đội Ấn Độ.

## Sự nghiệp
Ramanan gia nhập Quân y Quân đội Ấn Độ năm 1955 trong một nhiệm vụ phục vụ ngắn hạn. Bà tiếp tục được biệt phái vào Không quân Ấn Độ, và được đưa vào làm nữ sĩ quan đầu tiên của lực lượng này vào năm 1971. Ngoài công việc bác sĩ phụ khoa tại các bệnh viện quân sự ở Ấn Độ, bà còn chăm sóc y tế cho các thành viên phục vụ trong các cuộc chiến tranh năm 1962, 1966 và năm 1971.
Năm 1968, bà trở thành Bác sĩ Phụ sản và Sản khoa tại Bệnh viện Không quân ở Bangalore, Karnataka, và dẫn đầu các nỗ lực quân sự nhằm khuyến khích kế hoạch hóa gia đình. Ramanan được phong cấp bậc Đại úy không quân (Flight lieutenant) vào ngày 20 tháng 3 năm 1953, và Trung tá không quân (Wing commander) vào ngày 22 tháng 8 năm 1972. Bà phục vụ trong các bệnh viện của lực lượng vũ trang ở Jalahalli, Kanpur, Secunderabad và Bangalore, đồng thời dạy sản phụ khoa cho các nhân viên y tá trong thời gian này.
Ramanan nghỉ hưu vào năm 1979. Bà đã được nhận Huân chương Vishist Seva, được trao tặng cho các thành viên của lực lượng vũ trang Ấn Độ vì "phục vụ xuất sắc cấp cao", vào ngày 26 tháng 1 năm 1977. Tổng thống Ấn Độ Neelam Sanjiva Reddy đã trao huân chương này vì bà đã điều trị các phụ nữ và trẻ em thuộc các lực lượng vũ trang Ấn Độ. Ramanan là nữ sĩ quan đầu tiên gia nhập Lực lượng Không quân Ấn Độ và phục vụ cho lực lượng này trong 24 năm trước khi nghỉ hưu.
Nói về kinh nghiệm của mình với tư cách là nữ sĩ quan đầu tiên của Không quân Ấn Độ, Ramanan đã nói: "Trong khá nhiều năm, tôi là nữ sĩ quan duy nhất trong lực lượng không quân. Ban đầu, tôi rất sợ khi làm việc với nam giới, nhưng tôi đã rất dũng cảm và tự nghĩ rằng mình có thể đối mặt với bất cứ điều gì." Với việc Không quân Ấn Độ không có đồng phục cho phụ nữ vào thời điểm gia nhập, bà được cho là đã thiết kế riêng một bộ sari và áo blouse với màu sắc của lực lượng không quân, sau đó trở thành đồng phục tiêu chuẩn của các sĩ quan nữ.

## Đời tư
Ramanan cũng được đào tạo để trở thành một nhạc sĩ Karnataka cổ điển và là một nghệ sĩ "Hạng A" của All India Radio từ năm 15 tuổi, phát sóng từ Delhi, Lucknow, Secunderabad và Bangalore. Bà có hai người con là Sukanya và Sukumar. Chồng bà, K. V. Ramanan, cũng là một sĩ quan Không quân.
Bà qua đời ở tuổi 96 tại nhà riêng của con gái ở Bangalore vào ngày 18 tháng 10 năm 2020.